# Saisseval
 Saisseval  es una población y comuna francesa, en la región de Picardía, departamento de Somme, en el distrito de Amiens y cantón de Molliens-Dreuil.

## Demografía
| 171 | 183 | 175 | 182 | 223 | 230 | 222 |
| Para los censos de 1962 a 1999 la población legal corresponde a la población sin duplicidades (Fuente: INSEE [Consultar]) |     |     |     |     |     |     |